# Nagroda Honorowa im. Fryderyka Kremsera

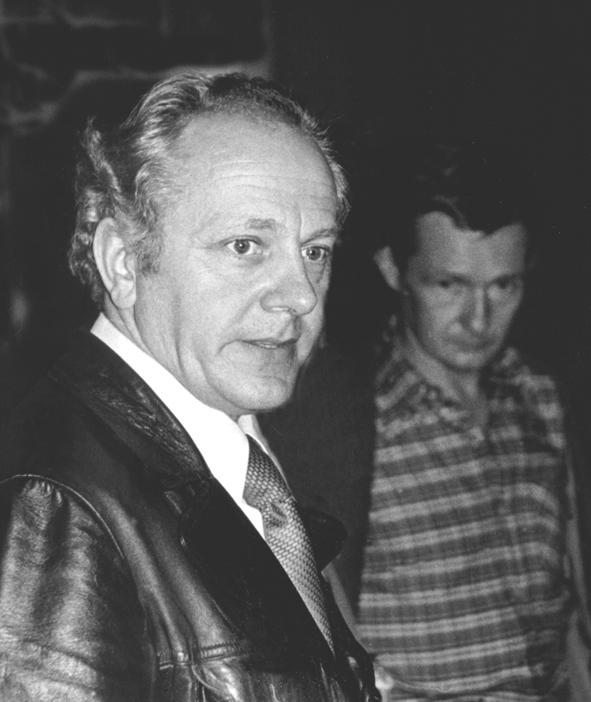
Fryderyk Kremser (1930–1995)

Nagroda Honorowa im. Fryderyka Kremsera – gratyfikacja, nagroda w postaci specjalnego dyplomu ustanowiona w 1998 roku, przyznawana wyłącznie osobom fizycznym za szczególne osiągnięcia na niwie fotografii, szczególnie fotografii krajoznawczej.

## Charakterystyka
Nagrodę Honorową im. Fryderyka Kremsera (polskiego artysty fotografa uhonorowanego tytułem Artiste FIAP (AFIAP), wieloletniego przewodniczącego Komisji Fotografii Krajoznawczej Zarządu Głównego Polskiego Towarzystwa Turystyczno-Krajoznawczego) ustanowiono 1 stycznia 1998, staraniem Zarządu Głównego PTTK. Nagroda stanowi najwyższą gratyfikację za wybitne dokonania na niwie fotografii krajoznawczej – za twórczość artystyczną, za działalność organizacyjną na niwie fotografii krajoznawczej oraz za popularyzowanie i upowszechnianie fotografii krajoznawczej. 
Nagroda przyznawana jest raz w roku przez Komisję Fotografii Krajoznawczej Zarządu Głównego Polskiego Towarzystwa Turystyczno-Krajoznawczego – na wniosek własny bądź na wniosek członków Kapituły Nagrody, na wniosek innych jednostek organizacyjnych PTTK, na wniosek innych stowarzyszeń fotograficznych nie związanych z PTTK. Wnioski o przyznanie wyróżnienia mogą również składać instruktorzy fotografii krajoznawczej oraz osoby powszechnie znane, związane z ogólnopolskim ruchem fotograficznym. 
Opiekę nad procedurą przyznawania Nagrody Honorowej im. Fryderyka Kremsera sprawuje Kapituła Nagrody. Kapituła przyznaje nominacje osobom kandydującym do nagrody. Laureaci nagrody wybierani są wyłącznie spośród osób nominowanych wcześniej przez Kapitułę Nagrody.